# Aenictogiton
Aenictogiton é um gênero de insetos, pertencente a família Formicidae.

## Espécies
- Aenictogiton attenuatus
- Aenictogiton bequaerti
- Aenictogiton elongatus
- Aenictogiton emeryi
- Aenictogiton fossiceps
- Aenictogiton schoutedeni
- Aenictogiton sulcatus
- Aenictogiton undet